# Tabay (Venezuela)
Tabay es una pequeña ciudad del estado Mérida ubicada sobre una meseta aluvial en los andes venezolanos a 1708 m s. n. m. y a orillas del río Chama. La ciudad es capital del municipio Santos Marquina y, a 12 km al noreste de la ciudad de Mérida, forma parte del área metropolitana de Mérida. Tabay es el punto de inicio de la mayoría de las excursiones a pie que se hacen en la Sierra Nevada de Mérida. La Carretera Trasandina atraviesa Tabay de este-oeste.

## Historia

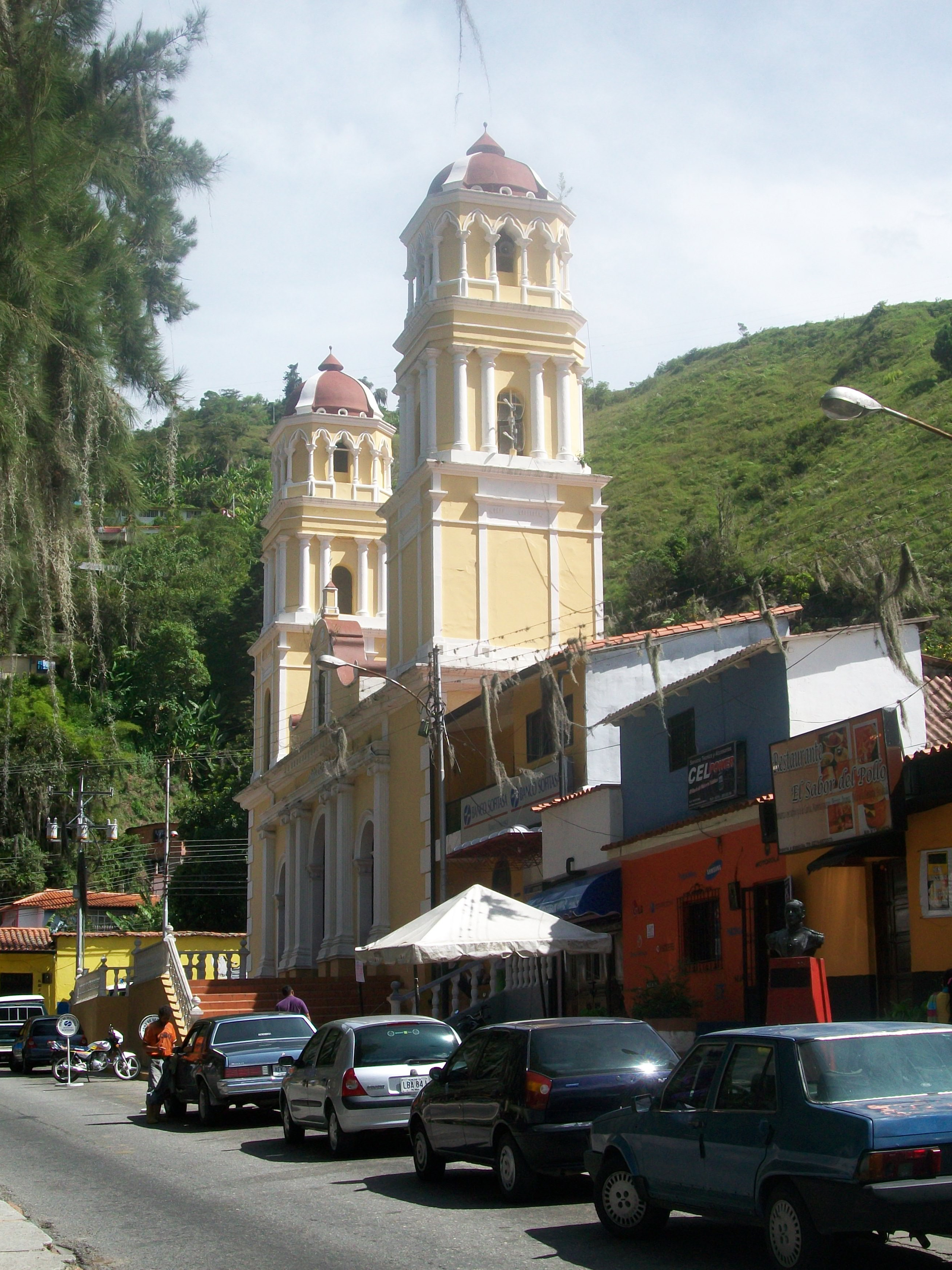
Iglesia de la parroquia Tabay a un costado de la plaza Bolívar del pueblo. Al frente de la iglesia frondosos árboles con las características epífitas «barba de palo».

El caserío indígena de los Mucunutanes o Tabayes, fue descubierto por los españoles en el año 1558. Los Tabayes eran una parcialidad de la tribu de los Miguríes, quienes eran parte del grupo los Timotes. En el año 1619 la ciudad es oficialmente fundada como San Antonio de Padua de Tabay, por asociación con la doctrina católica de ese santo. 
Tabay fue reconstruida a raíz del terremoto de 1812 que sacudió al país, siendo el único lugar que reportó muertes entre todas las poblaciones cercanas a Mérida.
El prócer de la independencia de Venezuela y contemporáneo del Libertador Simón Bolívar, el capitán José de los Santos Marquina nació en Tabay y fue su primer alcalde. Tabay es ahora capital del municipio Santos Marquina y se ha visto fuertemente influenciada por la gran afluencia de inmigrantes españoles, los cuales llegaron a la localidad durante los siglos XIX y XX.

### Origen Etimológico
El nombre Tabay viene de la voz indígena de los antiguos "Tabayones" o "Tabayes" que habitaban el área antes de la llegada de los españoles. También la palabra Tabay significa casa de los espíritus de acuerdo a la lengua indígena de los indios Tabayes que habitaban esta zona.

### Iglesia de Tabay
En 1698, Tabay se erigió como Parroquia, existiendo ya la iglesia en el pueblo a cargo del Fray Nicolás Vásquez de Escamilla. En el periodo republicano comienza a ser Parroquia Civil del Cantón de Mérida. La iglesia de Tabay, dedicada a San Antonio de Padua, patrono del pueblo de Tabay, fue destruida por un terremoto en 1894 y reconstruida en 1907.

## Sierra Nevada

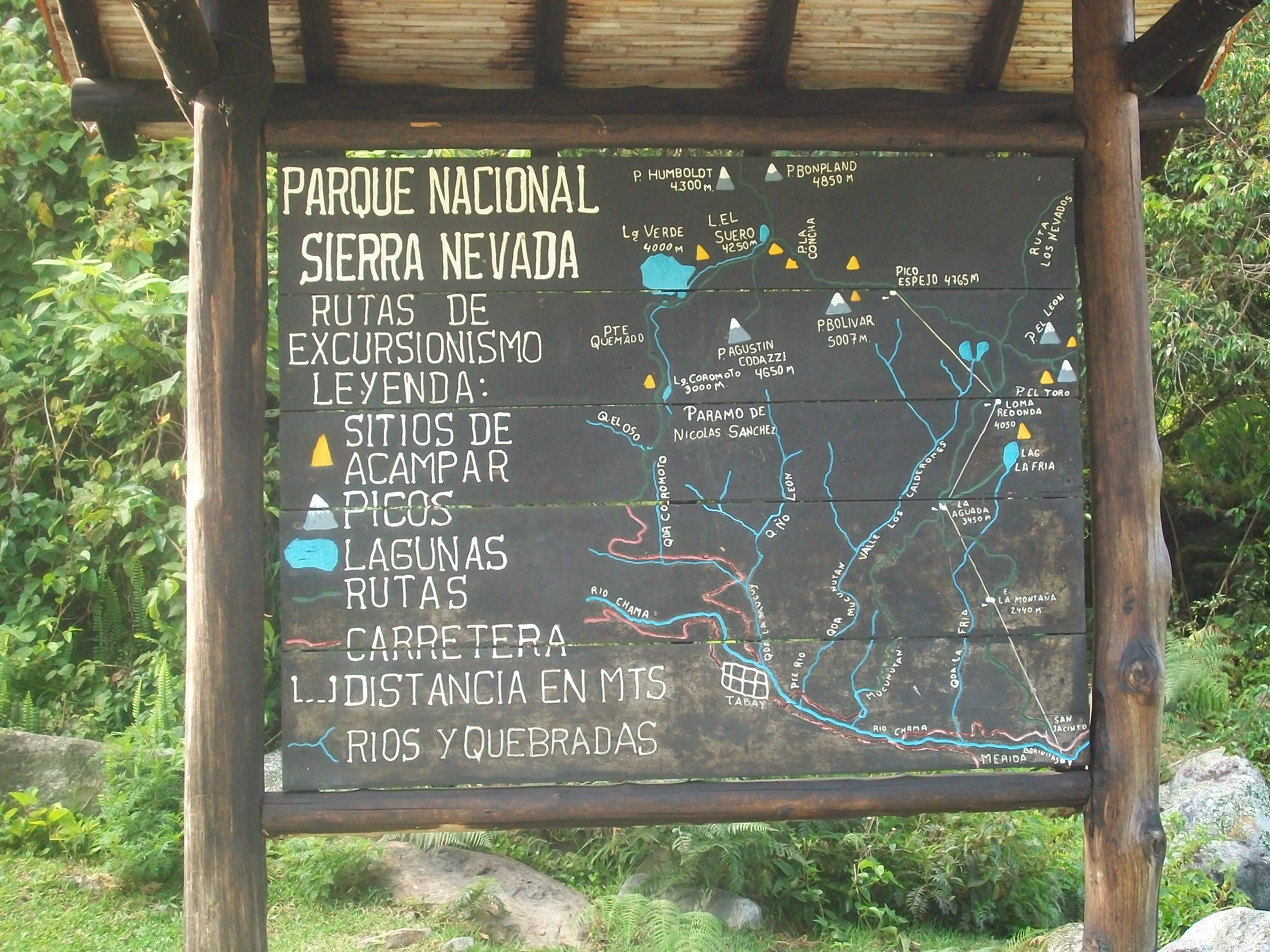
Ilustración cavada en madera en la entrada del Parque La Mucuy con las rutas de excursionismo hacia las cumbres más elevadas de Venezuela.

Tabay es una de las entradas al Parque nacional Sierra Nevada, desde donde se inicia el recorrido hacia las cumbres más altas del territorio nacional, desde el Pico Humboldt hasta el Pico Bolívar después de aproximadamente 6 días de montañismo.
La travesía, como se le conoce, comienza en el parque «La Mucuy», parte del Parque nacional Sierra Nevada, donde se reporta a los guardabosques y se contrata un guía. El primer trecho de 13 kilómetros lleva a la Laguna Coromoto, a 3 mil m s. n. m.. El Pico Humboldt y su acompañante Laguna Verde están a 4 mil m s. n. m. y a temperaturas bajo cero grados C. Continuar el ascenso conduce al glaciar La Corona y a los picos Bonpland, Bolívar y La Concha.

## Clima
| Parámetros climáticos promedio de Mucujùn (Inmediaciones de Tabay) | Parámetros climáticos promedio de Mucujùn (Inmediaciones de Tabay) | Parámetros climáticos promedio de Mucujùn (Inmediaciones de Tabay) | Parámetros climáticos promedio de Mucujùn (Inmediaciones de Tabay) | Parámetros climáticos promedio de Mucujùn (Inmediaciones de Tabay) | Parámetros climáticos promedio de Mucujùn (Inmediaciones de Tabay) | Parámetros climáticos promedio de Mucujùn (Inmediaciones de Tabay) | Parámetros climáticos promedio de Mucujùn (Inmediaciones de Tabay) | Parámetros climáticos promedio de Mucujùn (Inmediaciones de Tabay) | Parámetros climáticos promedio de Mucujùn (Inmediaciones de Tabay) | Parámetros climáticos promedio de Mucujùn (Inmediaciones de Tabay) | Parámetros climáticos promedio de Mucujùn (Inmediaciones de Tabay) | Parámetros climáticos promedio de Mucujùn (Inmediaciones de Tabay) | Parámetros climáticos promedio de Mucujùn (Inmediaciones de Tabay) |
| Mes | Ene.                                                               | Feb.                                                               | Mar.                                                               | Abr.                                                               | May.                                                               | Jun.                                                               | Jul.                                                               | Ago.                                                               | Sep.                                                               | Oct.                                                               | Nov.                                                               | Dic.                                                               | Anual                                                              |
| --- | ------------------------------------------------------------------ | ------------------------------------------------------------------ | ------------------------------------------------------------------ | ------------------------------------------------------------------ | ------------------------------------------------------------------ | ------------------------------------------------------------------ | ------------------------------------------------------------------ | ------------------------------------------------------------------ | ------------------------------------------------------------------ | ------------------------------------------------------------------ | ------------------------------------------------------------------ | ------------------------------------------------------------------ | ------------------------------------------------------------------ |
| Temp. máx. abs. (°C) | 24.8                                                               | 24.9                                                               | 26.0                                                               | 26.6                                                               | 24.0                                                               | 25.6                                                               | 26.4                                                               | 26.4                                                               | 29.3                                                               | 24.4                                                               | 23.8                                                               | 25.8                                                               | '                                                                  |
| Temp. máx. media (°C) | 23.3                                                               | 23.9                                                               | 23.9                                                               | 24.0                                                               | 23.6                                                               | 21.8                                                               | 22.3                                                               | 23.4                                                               | 23.1                                                               | 22.7                                                               | 22.7                                                               | 21.9                                                               | 23.1                                                               |
| Temp. media (°C) | 13.7                                                               | 13.8                                                               | 13.8                                                               | 13                                                                 | 14.8                                                               | 14.6                                                               | 15                                                                 | 15.2                                                               | 15.4                                                               | 14.5                                                               | 14.5                                                               | 14.4                                                               | 14.4                                                               |
| Temp. mín. media (°C) | 7.3                                                                | 8.9                                                                | 8.1                                                                | 8.3                                                                | 9.2                                                                | 9.6                                                                | 8.6                                                                | 8.5                                                                | 5.3                                                                | 9.9                                                                | 9.9                                                                | 6.7                                                                | 8.4                                                                |
| Temp. mín. abs. (°C) | 6.5                                                                | 7.2                                                                | 7                                                                  | -1.9                                                               | 8.8                                                                | 7.6                                                                | 4.7                                                                | 1.8                                                                | -1.4                                                               | 1                                                                  | -0.9                                                               | 6.7                                                                | '                                                                  |
| Precipitación total (mm) | 5.9                                                                | 53.5                                                               | 193.3                                                              | 36                                                                 | 88.4                                                               | 23.7                                                               | 41.5                                                               | 43.5                                                               | 96.7                                                               | 254.3                                                              | 66.9                                                               | 79.5                                                               | 983.2                                                              |
| Horas de sol | 210                                                                | 186                                                                | 214                                                                | 175                                                                | 211                                                                | 200                                                                | 218                                                                | 214                                                                | 221                                                                | 205                                                                | 172                                                                | 223                                                                | 2449                                                               |
| Humedad relativa (%) | 12.1                                                               | 12.2                                                               | 12.6                                                               | 13.1                                                               | 13.6                                                               | 12.8                                                               | 10.1                                                               | 8.1                                                                | 6.6                                                                | 4.1                                                                | 3.2                                                                | 12.7                                                               | 10.1                                                               |
| Fuente: Estación automática Rainwise, modelo Ws-2000, perteneciente al Centro de Investigaciones Atmosféricas y del Espacio (CIAE) de la Universidad de Loas Andes. 4 de octubre de 2017 |                                                                    |                                                                    |                                                                    |                                                                    |                                                                    |                                                                    |                                                                    |                                                                    |                                                                    |                                                                    |                                                                    |                                                                    |                                                                    |